# Petalophyllum lamellatum
Petalophyllum lamellatum là một loài Rêu trong họ Fossombroniaceae. Loài này được (Nees) Lindb. mô tả khoa học đầu tiên năm 1874.